# Bilingualismus

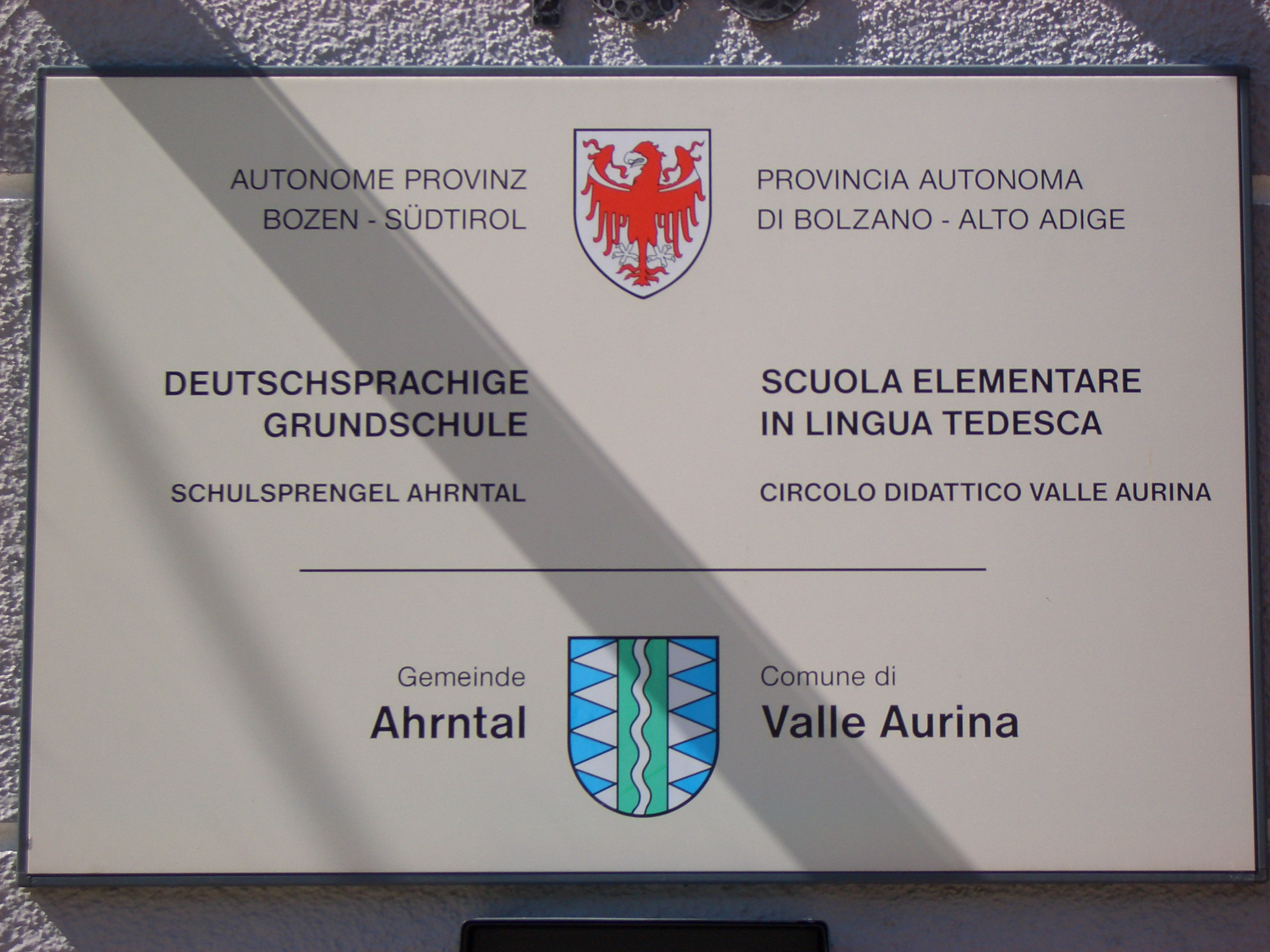
Beschilderung an einer Grundschule in der Gemeinde Ahrntal (Südtirol, Italien)

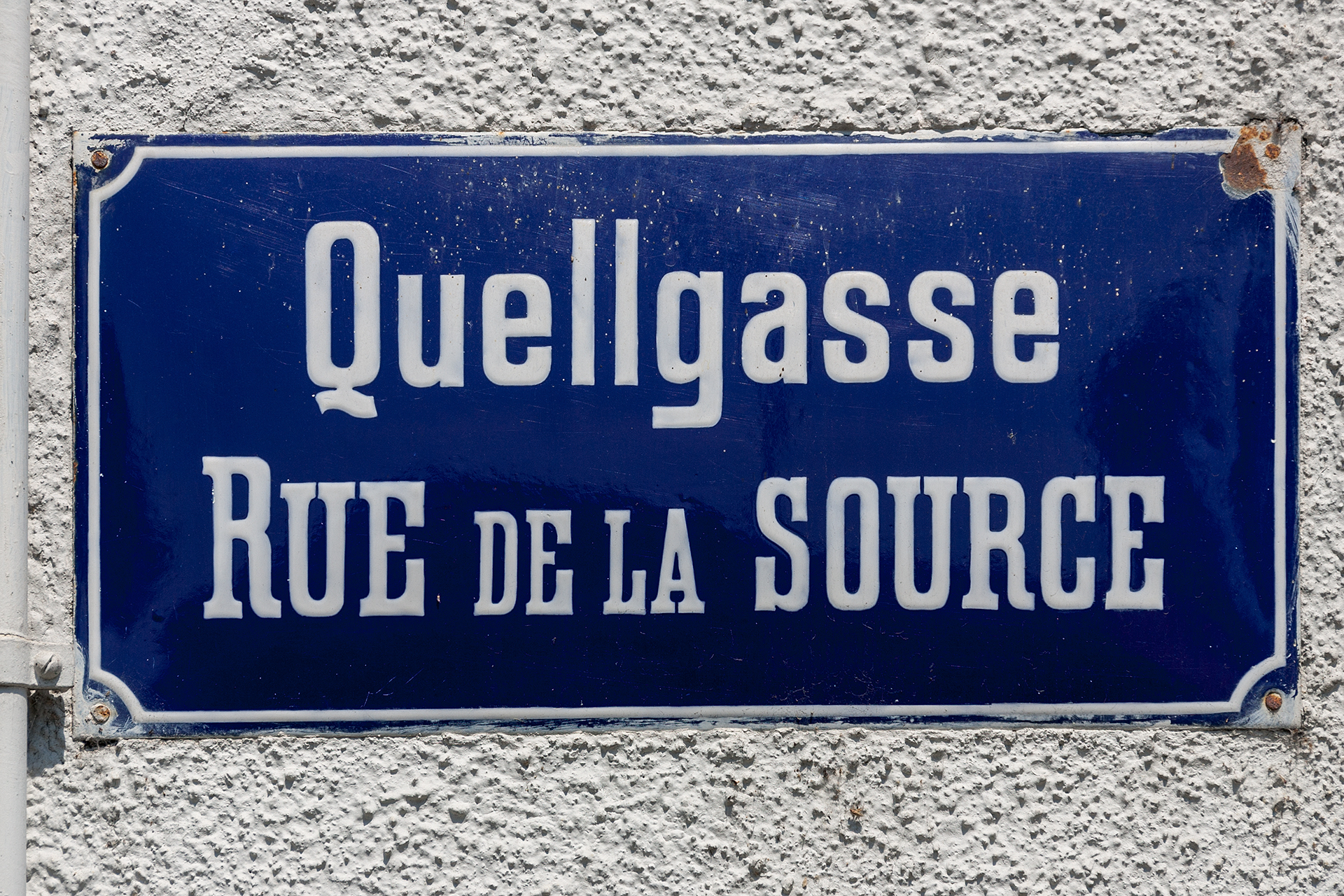
Zweisprachiges Straßenschild in Biel/Bienne

Mit Bilingualismus oder Zweisprachigkeit wird die Fähigkeit bezeichnet, zwei Sprachen zu sprechen oder zu verstehen. Die Bezeichnung kann sich sowohl auf einzelne Menschen (individueller Bilingualismus) als auch auf ganze Gesellschaften beziehen (gesellschaftlicher Bilingualismus). Bilingualismus kann ebenso die entsprechende Forschungsrichtung bezeichnen, die das Phänomen selbst untersucht. Zweisprachigkeit ist eine Form der Mehrsprachigkeit. 

## Begriffsbestimmung

### Individuum und Gesellschaft

Das Bilingual Triangle (Darstellung nach Woidt 2002: 84)

Die Zweisprachigkeit wird in individuelle oder gesellschaftliche Zweisprachigkeit eingeteilt und ist auch Gegenstand sprachpsychologischer oder sozialwissenschaftlicher Untersuchungen. Eine eindeutige Trennung der verschiedenen Einteilungen ist unscharf, da sich die verschiedenen Bereiche teilweise überschneiden. Im Mittelpunkt der Betrachtungen kann also beispielsweise ein einzelner Sprecher stehen. Untersucht wird unter anderem, wie Sprecher mit mehreren Sprachen umgehen, also zum Beispiel, wie zwischen verschiedenen Sprachen im Gehirn gewechselt wird.
Der Wechsel der verschiedenen Sprachen innerhalb einer vertrauten Umgebung eines Menschen als Teil einer Gruppe oder Gesellschaft wird ebenfalls untersucht. Dazu gehören Betrachtungen der Mehrsprachigkeit und mehrsprachiger Sprecher in Klassenverbänden, in Jugendgruppen oder innerhalb der Familie.
Neben Sprachkontaktphänomenen wie Kreolsprachen und Pidgin-Sprachen spielen auch sprachen- und bildungspolitische Belange (z. B.: Sprachen von Minderheiten) als Forschungsgegenstand eine wichtige Rolle.

#### Individueller Bilingualismus
Der Begriff Zweisprachigkeit wird für Personen verwendet, die Kompetenzen in zwei Sprachen auf einem bestimmten Niveau aufweisen. Diese Sprecher verfügen demnach über aktive oder passive Kenntnisse im Bereich der Grammatik und Kommunikation zweier Sprachen. Bilinguale Menschen gibt es in allen Gesellschaftsschichten und haben meist schon während ihrer Kindheit beide Sprachen erworben bzw. gelernt. Fremdsprachen können jedoch auch im Erwachsenenalter erlernt werden.
Die Muttersprache (L1) wird ohne Unterricht erworben. Der nordamerikanische Sprachforscher Noam Chomsky vermutet, dass es ein Instrument gibt, welches es Kindern erlaubt, die Gesetzmäßigkeiten der Sprachen zu erlernen, die im Umfeld des Kindes benutzt werden. Dieses Instrument wird als Language Acquisition Device (LAD) bezeichnet. Laut Chomsky lässt die Wirksamkeit dieser Fähigkeit mit der Zeit nach (was erkläre, weshalb ältere Kinder und Erwachsene Sprachen mit geringerem Erfolg [oder erst mit wesentlich höherem Aufwand] lernen als Kinder). Es gibt weitere mehr oder weniger ähnliche Ansätze, die versuchen, den natürlichen Spracherwerbs und die Bedeutung des Alters zu erklären (Bickertons Bioprogramm, Konnektionismus usw.). Die Beobachtungen, dass die Fähigkeit, Sprachen zu erlernen, mit dem Alter abnimmt, können als unwillkürlich nachvollziehbar gelten.

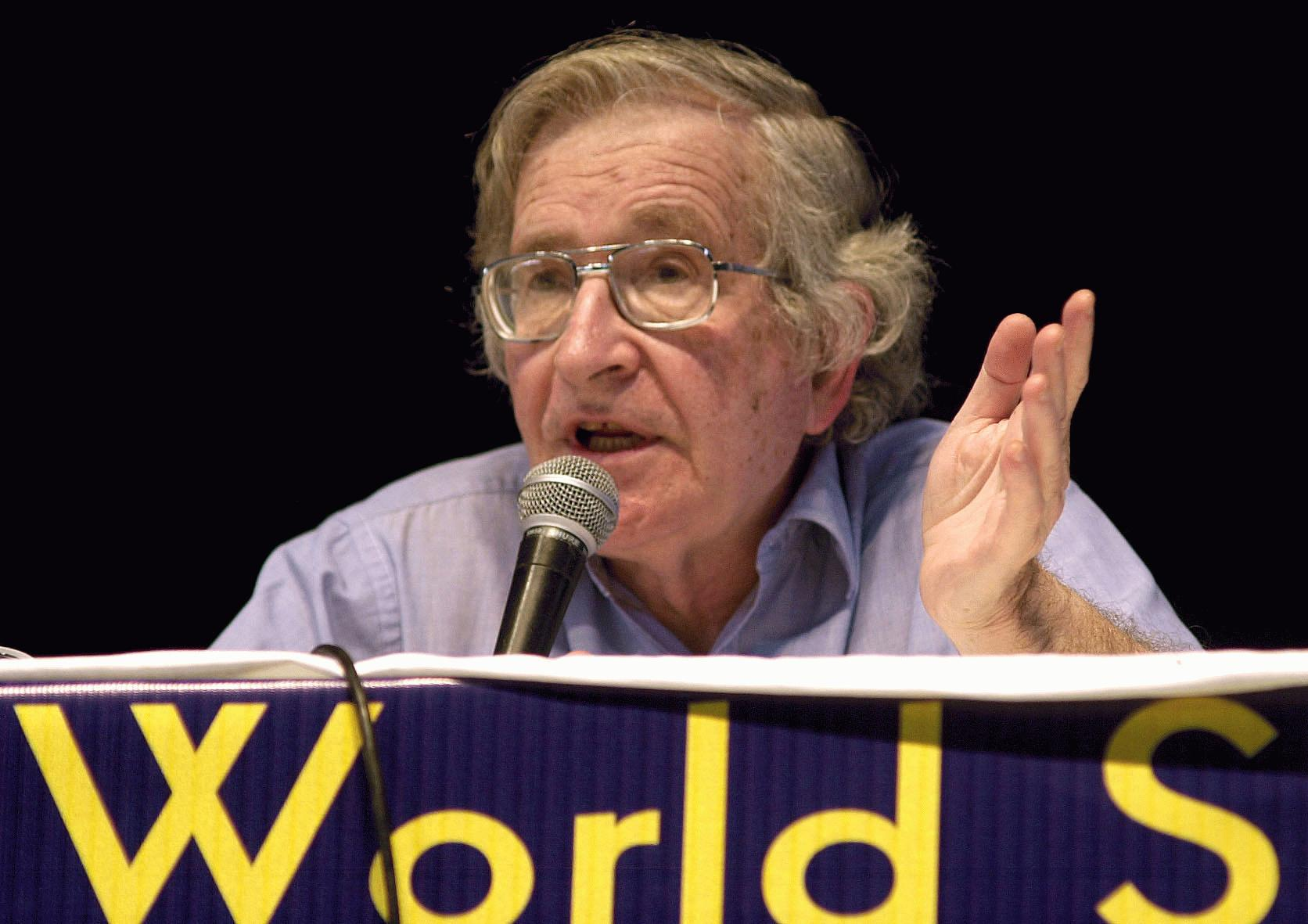
Noam Chomsky beim Weltsozialforum 2003

Jedoch konnten verschiedene Untersuchungen keinen Nachweis eines natürlichen „Stopps“ oder Mechanismus erbringen, der zu einer Verzögerung oder gar einem Verschwinden der Spracherwerbsfähigkeiten führen soll. Menschen, die auch im späteren Alter nahezu muttersprachliche Kompetenz erwerben konnten (siehe Romaine), sprechen zusätzlich gegen die genetische Anlage eines solchen „Stopps“.
Die Beobachtungen stützen sich oft auf die Wahrnehmung von Aussprache bzw. von bestimmten Fehlern – die sich bei Erwachsenen hartnäckiger als bei Kindern zu halten scheinen. Zum Beispiel verwendet eine erwachsene Englischlernerin regelmäßig die Zahl one als Artikel: “I see one car” anstatt “I see a car” (Ich sehe ein Auto / einen Wagen) und spricht das „r“ in car deutlich hörbar, gerollt aus (wobei bestimmte „Englishes“ auch das „r“ rollen). Ob diese „Unflexibilität“ mit dem Sprachenlernen an sich oder eher mit anderen Faktoren zu tun haben, ist eine wichtige, zu klärende Frage. Ferner hängt der Spracherwerb/das Sprachenlernen bei Kindern und Erwachsenen mit unterschiedlichen Bedingungen zusammen. Kinder lernen mehrere Sprachen oft in einer Umgebung, in der sie jene ständig hören und benutzen können. Bei Erwachsenen ist die Vielfalt von Sprachkontakten in einer Zielsprache oft eingeschränkter. Zudem entwickeln sich die kognitiven Fähigkeiten und die Persönlichkeit bei Kindern parallel. Während es für ein Kind alltäglich und normal zu sein scheint, ständig Fehler zu machen, können Erwachsene hierbei in ihrem Selbstverständnis als etablierte Persönlichkeit empfindlich erschüttert werden. Dies sind nur wenige Umstände, die den qualitativen und quantitativen Erwerbserfolg beeinflussen könnten.
Es soll hier vor allem darauf aufmerksam gemacht werden, dass eine Trennung von Gründen, die das unterschiedliche Sprachaneignungsverhalten von Kindern im Unterschied zu Erwachsenen betreffen, sehr schwer ist und auch mit einer Überbewertung von „Fehlern“ zu tun haben könnte.
Übersetzung und Code-Switching

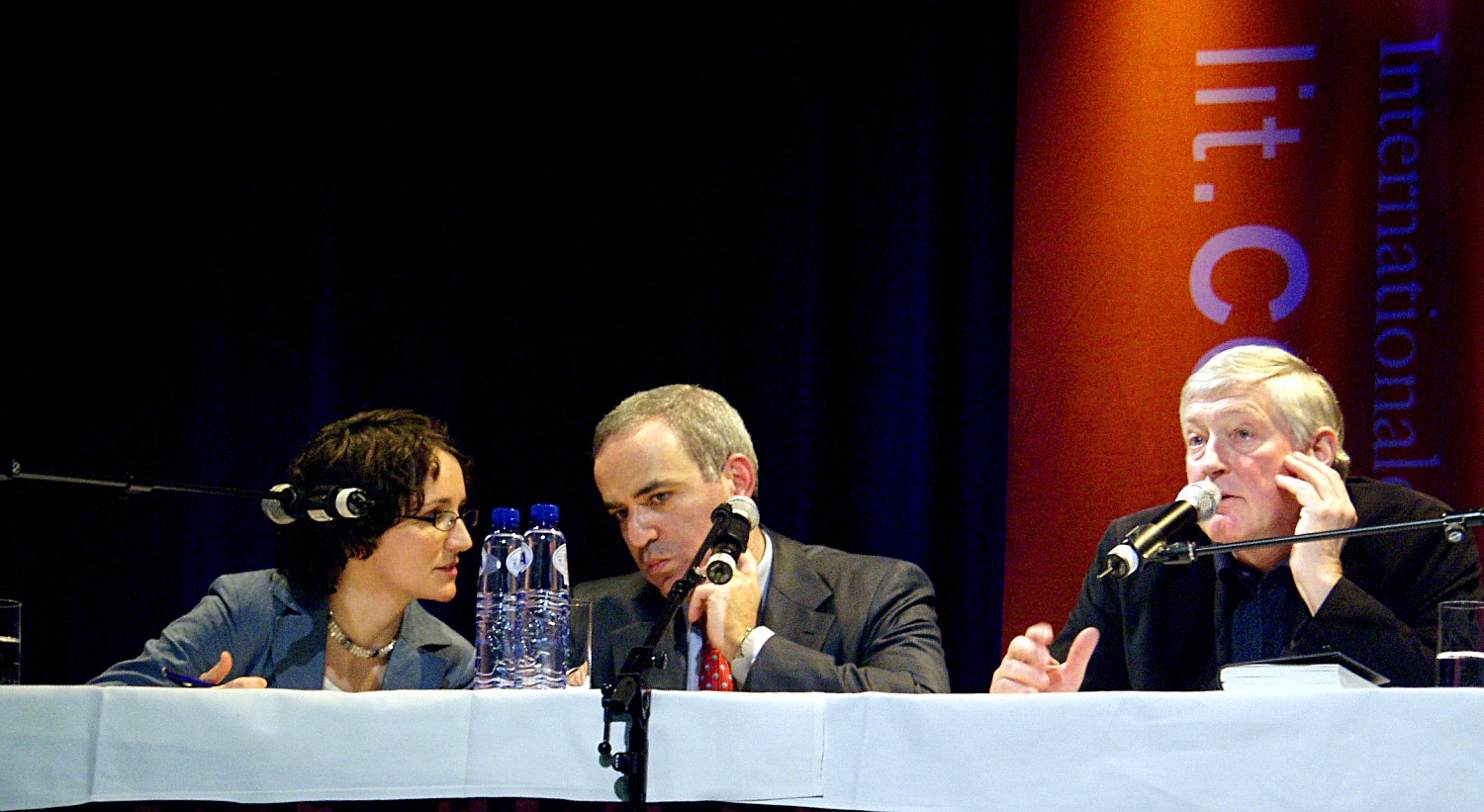
Die Konferenzdolmetscherin Patricia Stöcklin übersetzt zwischen Garry Kasparov und Klaus Bednarz auf der lit Cologne 2007.

Zweisprachigkeit bedeutet nicht notwendigerweise, dass man auch dazu fähig ist, von einer dieser Sprachen in die andere zu übersetzen oder zu dolmetschen. Es kann zwischen beruflich ausgeübter und im Alltag verwendeter Übersetzungsfähigkeit unterschieden werden. Diese Unterscheidung wird vor allem seitens der Berufsübersetzer betont.
Zweisprachige Menschen (auch professionelle Übersetzer) zeigen gelegentlich ein Verhalten, bei dem sie ihre Sprachen auf unterschiedliche Weise mischen (siehe hierzu Code-Switching). Die meisten Sprecher scheinen ihre Sprachen sowohl mischen als auch trennen zu können. Oft findet beides in der gleichen Situation statt. Nur in Ausnahmen, beispielsweise bei sogenannten Aphasien und anderen Erkrankungen, kann ein solches Sprachmischen als problematisch oder gar krankhaft bezeichnet werden.
In den meisten Fällen gehört das Sprachmischen zu einem normalen Verhalten von Mehrsprachigen, die es entweder willentlich abstellen können oder sich unbewusst der Situation anpassen (beispielsweise wenn ein einsprachiger Gesprächspartner hinzukommt). Während der Ausübung ihrer Tätigkeit müssen Dolmetscher zusätzlich zu dem unbewussten Verhalten darauf achten, die Sprachen genau zu trennen und diesen Vorgang zu steuern.

#### Gesellschaftlicher Bilingualismus

Die Sprachfamilien Indiens

Eine Gesellschaft wird als bilingual bezeichnet, wenn es zwei Amtssprachen, als mehrsprachig wenn es zwei oder mehr Amtssprachen gibt (z. B. in der Schweiz). Diese Amtssprachen oder auch Minderheitensprachen und Dialekte werden teilweise in unterschiedlichen Umständen verwendet. Man spricht in diesem Fall von Diglossie.
Im Zusammenhang mit dieser Thematik beschäftigt man sich auch mit Sprachen, die sich aus Kontakten Anderrssprachiger ergaben, wie Pidgin und Kreolsprachen. Vorstellungen, was als Sprache bzw. Dialekt bezeichnet werden soll, werden in Gesellschaften mit zahlreichen und einander unähnlichen Sprachen auf die Probe gestellt. Beispielsweise werden in Indien ungefähr hundert verschiedene Sprachen gesprochen, die zu vier verschiedenen Sprachfamilien gezählt werden.
In Gebieten die von zwei Ethnien bewohnt werden, z. B. im ehemaligen Böhmen oder in Kärnten gibt utraquistische Sprachregelungen, hierbei wird der Schulunterricht oder ein Verein in zweisprachiger Form geführt, siehe z. B. auch Deutsche Technische Hochschule Prag.

### Wissenschaftlicher Rahmen und Faktoren
Festzulegen, wann Zweisprachigkeit gegeben ist, ist nicht eindeutig möglich. Zudem besteht keine Form des Bilingualismus oder Mehrsprachigkeit, bei der alle Sprachen auf dem gleichen Niveau beherrscht werden.
Zur Feststellung des individuellen und gesellschaftlichen Bilingualismus werden verschiedene Faktoren herangezogen:
- Niveau und Dominanzverhältnis der beiden Sprachen: Kommunikative und Sprachkompetenz in den verschiedenen Sprachen. → Welche Sprache ist dominanter und stärker ausgeprägt?
- Zeit: Alter bei Erstkontakt mit den Sprachen, Erwerbsabstände zwischen den Sprachen und die Dauer des Erwerbs sowie des jeweiligen Sprachkontakts.
- Gesellschaft: Die Ein- oder Mehrsprachigkeit des Umfelds und bestimmter Lebensbereiche.
- Status: Status der Sprache im sozialen Umfeld und Dominanzverhältnisse der Sprachen in diesem Zusammenhang.
- Identität: Kulturelle Identität und das Zugehörigkeitsgefühl des Sprechers.

In jüngster Zeit beschäftigt sich Bilingualismus auch im Zusammenhang mit der mentalen und neurophysiologischen Organisation der Sprachen.

### Forschungsansätze zur Zweisprachigkeit
Verschiedene Disziplinen mit jeweils unterschiedlichen Untersuchungsmethoden beschäftigen sich mit Bilingualismus. 

#### Linguistik (allgemeine Sprachwissenschaft)
Die Linguistik konzentriert sich vorwiegend auf monolinguale Sprecher. Die Forschung in dieser Disziplin erfolgt vorwiegend im Bereich des Spracherwerbs. Die Erkenntnisse in interdisziplinären Feldern wie der Neurolinguistik tragen dazu bei, Forschungsmethoden zu entwickeln. Dadurch konnten Ansätze, die Sprache als System betrachten, erfolgreich in interdisziplinäre Forschungsvorhaben integriert werden.

#### Psychologie
Im Bereich der Psychologie beschäftigt sich vor allem die Entwicklungspsychologie und die Kognitionsforschung mit Sprache. Bedeutende Fortschritte konnten im Bereich der Gedächtnisforschung und der Wahrnehmungsforschung erzielt werden. Allerdings werden die psychologischen Forschungsmethoden in Schnittstellen-Disziplinen bevorzugt, allen voran der Psycholinguistik, aber auch innerhalb der Fremdsprachendidaktik.

#### Fremdsprachendidaktik
Die Fremdsprachendidaktik ist ein angewandter sprachwissenschaftlich-didaktischer Forschungsbereich, der sich vor allem mit dem Fremdsprachenunterricht beschäftigt und damit nicht unbedingt mit dem ‚natürlichen Erwerb‘ der Muttersprache und der Förderung mehrerer Sprachen gleichzeitig. Man beschäftigt sich vorwiegend mit dem ‚gesteuerten‘ Fremdsprachenerwerb. Für die Gestaltung des Unterrichts und zum Testen ist eine Unterteilung in verschiedene Teilkompetenzen üblich (so z. B.: Hören und Lesen). Die Bedeutung der sog. literacy (Lesefähigkeit) wird auch von anderen Forschungsbereichen zunehmend für den erfolgreichen Spracherwerb anerkannt. Vor diesem Hintergrund ist das Vorhaben, „individuelle Mehrsprachigkeit“ mithilfe gezielten (und damit auch gesteuerten) „Fremdsprachunterrichts“ zu fördern (Sarter, p. c. (Potsdam, Lehrstuhl für Fremdsprachendidaktik, 2006)), sicherlich gerechtfertigt. Hier werden Unterrichtsmethoden vorwiegend unmittelbar in der Praxis getestet. Eine zunehmend interdisziplinäre Ausrichtung entsteht.

#### Neurolinguistik und Psycholinguistik
Eine klare Grenze zwischen Neuro- und Psycholinguistik ist schwer zu ziehen. Die Geschichte beider Forschungsfelder ist unterschiedlich, wobei sie sich vermutlich deshalb sehr gut ergänzen können. Bei beiden steht der mehrsprachige Mensch im Vordergrund und das, was beim Sprechen und Verstehen mehrerer Sprachen im Gehirn geschieht. Auch langfristige Auswirkungen von Mehrsprachigkeit werden in Modellen simuliert und durch bildgebende Verfahren erforscht. Klassische (klinische) Forschung beschäftigte sich vorwiegend mit pathologischen Fällen, wie z. B.: Sprech- und Sprachstörungen nach Hirnschäden (siehe z. B.: Aphasie) oder bei genetischen Defekten. Es wurden auch sehr interessante Fälle beschrieben, bei denen mehrsprachige Patienten ihre Sprachen ‚verloren‘ (siehe Paradis, Fabbro, Green (div.) usw.) und wiedererlangten. Forschungsergebnisse trugen sowohl zur Festigung von Beobachtungen und Theorien als auch neuen Kontroversen im Bereich der Verortung und Organisation von Sprachen im Gehirn (siehe auch Sprachsystem) bei.

#### Spracherwerbsforschung
Bei der Spracherwerbsforschung liegt die Betonung oft auf den Dichotomien angeboren vs. nicht-angeboren und erlernt vs. erworben. Vor allem monolingualer, aber auch bilingualer Spracherwerb wird anhand von langfristigen Untersuchungen und/oder ausgefeilter experimenteller Methodik erforscht. Ziel ist die Erklärung von Erwerbsphasen und des Erwerbs der Grammatik.

#### Soziolinguistik
Im Bereich der Soziolinguistik liegt die Betonung oft auf Auswirkungen, die sich auf der Ebene von Gruppen/Gesellschaften und deren Mehrsprachigkeit zeigen. Der Einzelne wird vor dem Hintergrund sozialer Zusammenhänge und Wirkungsweisen betrachtet. Im Zusammenhang mit der Sprachwandel- und der Sprachkontaktforschung konnten hier bedeutende Ergebnisse erreicht werden. Forschung in diesen Bereichen greift auf lange und etablierte Traditionen zurück (vgl. Romaine, 2004, de Bot (div.), Seliger, 1991). Die Erforschung bedrohter Sprachen (und damit oft ihre Sicherung), die Untersuchung von Sprachstufen wie Kreol- und Pidginsprachen (siehe auch New Englishes) erfolgt meist im Rahmen der Soziolinguistik. Anteilig werden hier auch Gebärdensprachen erforscht. Der Übersetzungsbegriff wird auch im Zusammenhang mit dem Gebärdensprachdolmetschen diskutiert und stellt eine Herausforderung an gängige Sprach- und Fremdsprachentheorien dar. Ein Randbegriff der Soziolinguistik – mit zunehmender Bedeutung für die Bilingualismusforschung allgemein – ist Language Attrition (als Entsprechung gibt es keinen gut abgegrenzten Begriff im Deutschen, am ehesten passt ‚Sprachabbau‘ [vgl. Sprachverfall, Sprachverlust]), was bisher nur beobachtet und beschrieben wurde, aber nicht nachgewiesen werden konnte. Hier werden eine oder mehrere Sprachen nichtpathologisch ‚vergessen‘ (siehe hierzu die interdisziplinären Untersuchungen von Köpke, Schmid (div.)).

#### Philologische Forschung
Sprachspezifische und sprachkulturelle Forschung beschäftigt sich mit Bilingualismus häufig im Zusammenhang mit der Sprachmittlung (Übersetzung, dolmetschen), mit der Fremdsprachenvermittlung (z. B.: Fremdspracherwerb) mit Forschung auf der gesellschaftlichen/gesellschaftspolitischen Ebene (z. B.: Sprachkontakt, Sprachnormung usw.) u. v. m. Vergleiche verschiedensprachiger Texte (auch gesprochener) und Wendungen in vergleichbaren Situationen helfen dabei wesentliche typologische, semantische und kulturelle Unterschiede auszumachen. Man beschäftigt sich auch mit der Rolle einzelner Sprecher bei mehrsprachigen Gesprächssituationen.

### Unterscheidungsfaktoren

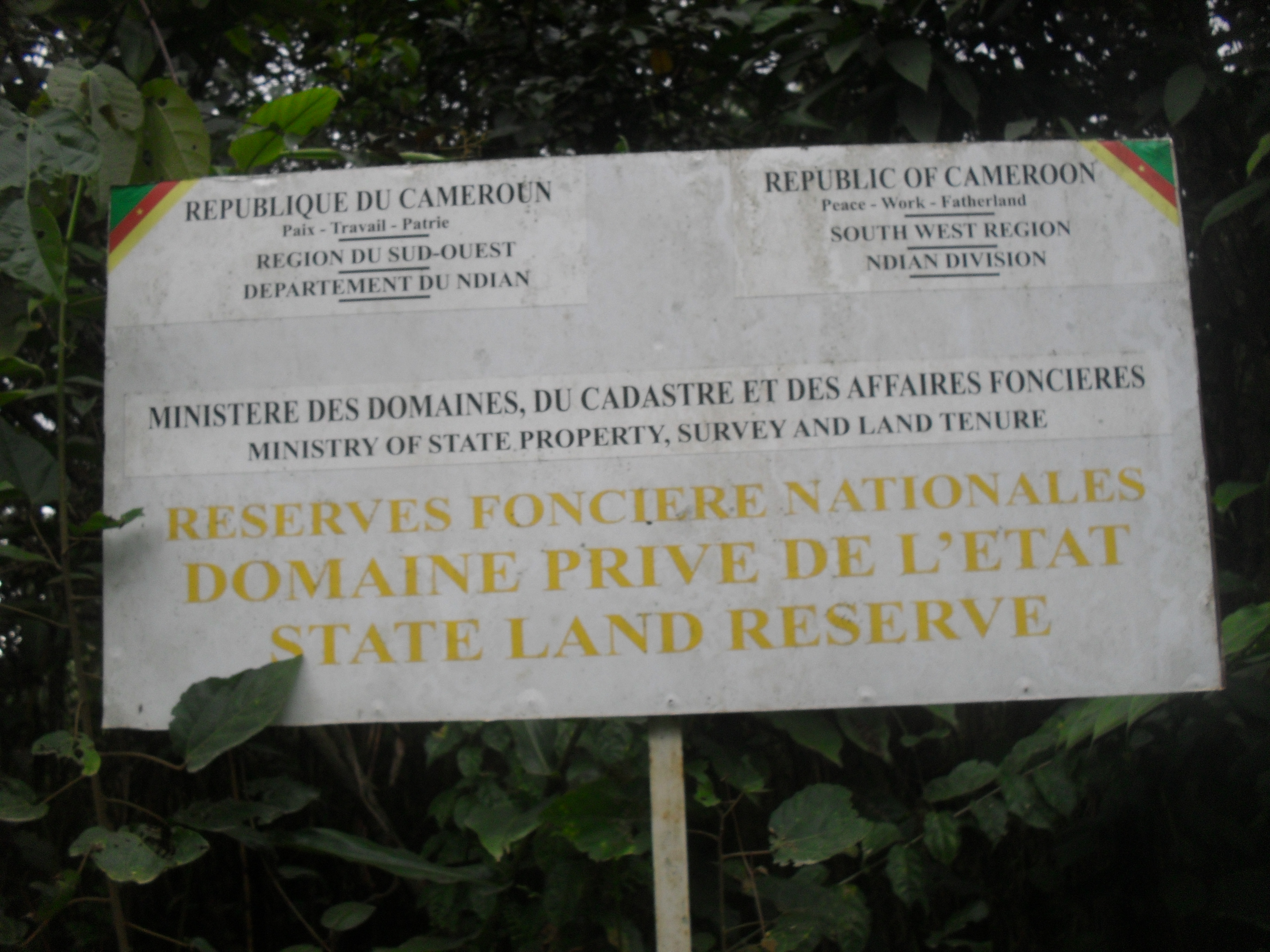
Zweisprachiges Straßenschild (Englisch und Französisch) in Kamerun, einem mehrsprachigen Land.

#### Motivation
Bezüglich psychologischer Beweggründe haben einige Wissenschaftler wie Lambert, Gardner und später auch Zoltán Dörnyei die Dichotomie instrumental und integrativ vorgeschlagen, um zwischen den Formen des Zweitsprachenerwerbs zu unterscheiden. Dazugehörige Theorien waren nicht sehr einflussreich. Vollständigkeitshalber folgen Versuche, die Begriffe genauer zu umreißen:
Bei instrumentaler Zweisprachigkeit würde die zweite Sprache vorwiegend aus nützlichen Gründen erlernt. Eine Absicht, diese Kenntnisse zu vervollkommnen oder sich in einen weiteren Kulturkreis einzuordnen, muss nicht vorhanden sein.
Bei integrativer Zweisprachigkeit würde die Zweitsprache vor dem Hintergrund erworben, ein Mitglied des Zielkulturkreises zu werden. Damit kann auch zusammenhängen, diese Zielsprache ‚perfekt‘ – vermutlich nach dem Vorbild einsprachiger Angehöriger dieses Kulturkreises – sprechen zu lernen.
Anmerkung: Diese Unterscheidung ist aus vielen Gründen sehr problematisch, vor allem da der Spracherwerb als eine Erscheinung, die durch viele unterschiedliche Ursachen entsteht, gesehen wird (Romaine, Carreira, Schmid, Köpke).
Der Begriff der Motivation ist zudem sehr unscharf, weshalb hier eine große Vorsicht bezüglich Verallgemeinerung und Vorhersagbarkeit geboten ist (siehe auch hierzu Carreira). Zu bilingualen Sprechern werden neben erwachsenen Fremdsprachenlernern auch Kinder gezählt, die sicherlich nicht direkt bewusst integrativ oder instrumental motiviert sind. Eine Trennung zwischen individuellen Motivationen und kollektiven Einflüssen ist zudem sehr schwierig. Ein Zweitsprachenerwerb lässt sich kaum als instrumental bzw. integrativ bestimmen, sondern es geht vielmehr darum, wann, wo und in welcher Art usw. die Zielsprache erworben oder erlernt wurde. Problematisch an dieser Dichotomie ist, dass Einflüsse wie Alter usw. unberücksichtigt bleiben. Man vergleiche nur ein dreijähriges Kind eines ‚gemischten‘ Ehepaares, das die Sprachen beider Eltern erwirbt, mit einem 35-jährigen Geschäftsmann, der Grundlagen des Chinesischen zwecks besserer Verständigung mit chinesischen Geschäftspartnern erwirbt. Die Begriffe entpuppen sich auch im Bereich der deskriptiven Forschung als unzulänglich.

#### Unterscheidung nach dem Beherrschungsgrad
Man könnte meinen, dass schlichte Sprachentests den Beherrschungsgrad gut unterscheiden können müssten, jedoch handelt es sich hierbei um einen schlecht zu messender Umstand. Die monolinguale Perspektive vermittelt oft das Bild, dass eine Sprache untrennbar aus dem Sprachverstehen, Hören, visuell beim Lesen, sowie aus der mündlichen und schriftlichen Sprachproduktion besteht. Ferner wird nur das als Sprache angesehen – vom monolingualen Standpunkt aus betrachtet –, was in allen denkbaren Lebensbereichen benutzt wird. Vereinfachungen mithilfe der Dichotomie rezeptiv vs. produktiv haben sich als unzulänglich erwiesen, da auch bei der vermeintlich passiven Sprachverarbeitung, so etwa beim Lesevorgang, produktive (aktive) Prozesse stattfinden.
Begriffe, die im Zusammenhang mit dem Beherrschungsgrad genannt werden, sind „symmetrisch“ vs. „asymmetrisch“, „aktiv“ vs. „passiv“, „dominant“ usw. (vgl. Formen des individuellen Bilingualismus).
Es bleibt vorwiegend bei der groben Beobachtung, dass bilinguale Sprecher ihre Sprachen auch abhängig von Lebensbereichen unterschiedlich gut beherrschen. Auf der gesellschaftlichen Ebene kann sich dies so äußern, dass es z. B.: eine Sprache gibt, die offiziell erlernt werden muss, was jedoch nur rudimentär und oft nur für bestimmte Lebensbereiche stattfindet, und daneben eine Sprache, die fließend beherrscht und meist alltäglich in vielen Situationen verwendet wird.
In den letzten Jahren wird zunehmend betont, dass jene mit Fremdsprachenkenntnissen als „bilingual“ bzw. „multilingual“ bezeichnet werden kann (vgl. Grosjean). Dies ist vor allem aus einer einsprachigen Sicht nicht unumstritten. Es kann je nach Blickwinkel dennoch sehr sinnvoll und nützlich sein. Dieser Wandel berührt sowohl Überzeugungen bezüglich des Sprachbegriffs an sich als auch politische Machtverhältnisse, Benachteiligungen usw. Das Ziel, eine Sprache „vollständig“, sprich für jeden Lebensbereich auch auf hohem Niveau beherrschen zu lernen, rückt damit in den Hintergrund. In Europa beschäftigt sich der ursprünglich 1997 verfasste Gemeinsame Europäische Referenzrahmen damit.

#### Isolierter vs. sozialer Bilingualismus
(Vgl. individueller und gesellschaftlicher (bzw. allgemeiner) Bilingualismus)
Beim isolierten Bilingualismus beschreibt man isolierte Erscheinungen der Mehrsprachigkeit, z. B.: diejenigen, die andere bzw. mehr Sprachen als ihr Umfeld sprechen. Beim sozialen Bilingualismus wird somit die Übereinstimmung in der Mehrsprachigkeit zwischen einem Menschen und den anderen Mitgliedern der Gruppe dargestellt.
Diese Unterscheidung könnte bei der Beschreibung von Minderheitensprachen oder bei der Unterscheidung zwischen Fremdsprachenerwerb (außerhalb des Zielsprachenlandes) vs. Zweitsprachenerwerb (im Zielsprachenland) nützlich sein. Mithilfe statistischer Betrachtungen und bei einer sorgfältigen Auswahl der Bevölkerungsgruppe wird versucht, klar getrennte Ergebnisse zu finden.
Definitionsprobleme und Vermischungen zwischen isoliertem bzw. individuellem bzw. sozialem und gesellschaftlichem Bilingualismus können auftreten (siehe hierzu Diskussionen in Weinreich, Romaine, Bloomfield, Ervin & Osgood usw.). Die Problematik dieser Begriffe kann ganz gut mithilfe des folgenden Beispiels veranschaulicht werden: z. B.: türkisch/kurdisch/deutsche bi-/trilinguale Sprecher in Deutschland – handelt es sich hierbei um isolierten oder sozialen Bilingualismus?

#### Gesellschaftliche Funktionen
Diese Unterscheidung ist vorwiegend für die Beschreibungen von Mehrsprachigkeit bei Gesellschaften in Gebrauch. Sprachen können darin bestimmte Funktionen erfüllen, wobei diese mehr oder weniger klar abgrenzbar sein können: z. B.: Sprache A für formelle mündliche Gespräche vs. Sprache B für informelle, familiäre Situationen, vs. Sprache C für Gebete, vs. Sprache D für formelle schriftsprachliche Belange. Derartige gesellschaftssprachliche Phänomene scheinen mehr oder weniger verpflichtend bzw. frei zu sein. In diesen Zusammenhang gestellt werden gesellschaftliche Formen wie Diglossie (vgl. Sprachregister). Siehe hierzu u. a. Romaine, Weinreich.

#### Grad der Spezialisierung/Fokalisierung
Wenn Sprecher imstande sind, zwei sprachliche Systeme je nach Situation bei der Verwendung getrennt zu halten, dann kann man auf einen hohen Fokalisierungsgrad der Sprachen schließen. Bei einer geringeren Fokalisierung erwartet man, dass die beiden Sprachen sich nicht so gut trennen lassen, wodurch häufige Vermischungen auftreten können (vgl. hierzu die Begriffe Transfer bzw. auch Interferenz). Es sollte beachtet werden, dass eine solche Trennbarkeit der Sprachen je nach Situation bei ein und demselben Individuum unterschiedlich ausfallen kann.
Begriffe wie geordnet bzw. ungeordnet geben einen bestimmten Blickwinkel und Erwartungshaltung bezüglich der Sprachsysteme wieder. Hierzu dürften sprachkognitive Ansätze bzw. die Psycholinguistik Hinweise liefern. Untersuchungen zu den neurophysiologischen Korrelaten mehrerer Sprachen zeigen, dass die Trennung auch im Gehirn schwer festzumachen ist. Eine hohe Fokalisierung (siehe hierzu u. a. Fabbro, Paradis) lässt sich dagegen recht gut beobachten (siehe bildgebendes Verfahren (Medizin), Psycholinguistik, Neurolinguistik).

#### Status
Insbesondere im Zusammenhang mit Minderheitensprachen und der Bildung neuer Sprachen (siehe Creole, Pidgin) wurden Beobachtungen mithilfe von Dominanz- und Statusbegriffen kategorisiert (siehe z. B.: Standardsprache). Die gesellschaftlichen Dominanzverhältnisse zwischen Sprachen haben auch oft Einfluss auf den Spracherwerb und die Sprachverwendung. Im Zusammenhang damit steht mitunter auch der Prestigebegriff und die Institutionalisierung von Sprachen in einer Gesellschaft.

#### Gesetzlicher Status
Hierzu gehören Begriffe, wie Amtssprache, offizielle Sprache, Verkehrssprache, Schulsprache etc.

#### Sprachenpolitische Einflussfaktoren
Mehrsprachige Gesellschaften können versuchen, Sprachenverhältnisse innerhalb bestimmter Grenzen zu kontrollieren (siehe auch weiter unten). Je nachdem wird das Ziel verfolgt, entweder beide Sprachen zu integrieren und z. B. auch gesetzlich anzuerkennen oder aber eine der Sprachen zum Vorteil der anderen zu schwächen.

### Formen des individuellen Bilingualismus
Die Mehrsprachigkeitsforschung liefert verschiedene Theorien zur individuellen Mehrsprachigkeit. Im Zusammenhang mit einigen Theorien stehen auch Versuche, Formen des Bilingualismus zu finden und zu einzuteilen. Häufig wird der gesellschaftliche Bilingualismus mit der individuellen Zweisprachigkeit verglichen. Die folgenden Einteilungen werden in der Literatur häufig gebraucht. Die damit verknüpften Phänomene sind in der Wirklichkeit so einzigartig und oft durch verschiedene Ursachen bedingt, sodass jedwede Zuordnungen vergleichsweise schwammig ist. Um sich eine Vorstellung über die Vielfalt und Ideen zur Mehrsprachigkeit zu machen, sind sie jedoch sinnvoll.

#### Simultaner Früh-Bilingualismus
Es werden meist die Art des Spracherwerbs sowie der Zeitpunkt, wann ein Bilingualer mit den Sprachen – vorsichtig ausgedrückt – „in Kontakt“ kam. Einige Forscher sehen einen Zusammenhang zu der späteren Sprachkompetenz bzw. dem Niveau der sprachlichen Fertigkeiten.
Von simultaner Früh-Zweisprachigkeit (bilingualem Erstspracherwerb) spricht man, wenn ein Kind dann, wenn es sprechen lernt, ‚gleichzeitig‘ mit zwei Sprachen in Berührung kommt, beispielsweise wenn jeder Elternteil eine andere Sprache mit dem Kind spricht. Aus der gleichzeitigen und frühen Begegnung mit den beiden Sprachen versucht man Vorhersagen darüber zu treffen, wie sich dies auf den Spracherwerb und die Sprachfähigkeiten (sowohl pragmatischer Kompetenz und die kommunikative Fertigkeiten) auswirkt. Es gibt keine Deckungsgleichheit der Fähigkeit, Sprache nicht nur grammatisch richtig, sondern auch den jeweiligen kulturellen und Sprechsituationen entsprechend anzuwenden ("pragmatischer Kompetenz"). 
Es gibt Beobachtungen, dass ein früher und gleichzeitiger Erwerb von Sprachen zu einer Verzögerung in der Entwicklung der Sprachproduktion führt, die sich dann allerdings auch schnell wieder ausgleicht. Man mutmaßt, dass Kinder, die beiden Sprachen früh ausgesetzt waren, sich als Erwachsene oft in beiden Sprachen gleich gut ausdrücken können.

##### Umwelteinflüsse
Mehrere weitere Umstände scheinen neben dem frühen Erwerbszeitpunkt und der Gleichzeitigkeit des Erwerbs einen Einfluss zu haben. Es gibt Leistungsunterschiede, die von äußeren Lebensumständen abhängig sind. Der persönliche Entwicklungsprozess spielt hierbei eine wichtige Rolle. Dieser ist kaum losgelöst von äußeren Einflüssen wie dem der Gesellschaft. Man kann sagen, wenn jemand weiterhin die Gelegenheit hat, beide Sprachen zu benutzen, und wenn er die Sprache außerdem in verschiedenen Lebensumständen anwendet, bleibt die Motivation, beide Sprachen aktiv zu verwenden, meist erhalten und damit auch die Lust, weitere Sprachbereiche zu entdecken. Da die jeweiligen Sprachen selten gleichwertig in jeder Situation und mit allen Sprechern benutzt werden, erschwert dies einen Vergleich der jeweiligen Fähigkeiten/Fertigkeiten sowie der jeweiligen Entwicklungsstufen. 
Die Bedeutung von Einflussfaktoren ist stark umstritten (vgl. weitere Teile dieses Artikels; siehe Romaine, 1995).

##### Sprachen im Gehirn
Unabhängig davon, wie sich ein früher gleichzeitiger Spracherwerb mehrerer Sprachen (im Vergleich zum einsprachigen und auch im Vergleich zum aufeinanderfolgenden Erwerb mehrerer Sprachen) auf die allgemeine (Sprach-)Entwicklung und (Sprach-)Fertigkeiten des Kindes auswirkt, ist es auch interessant, wie sich die zugrunde liegenden Strukturen im Gehirn entwickeln. Die Forscher beschäftigen sich strittig mit der Frage, wie mehrere Sprachen in einem Gehirn verarbeitet werden. Es wird vermutet, dass beim frühen Erwerb die Sprachen anders verarbeitet werden als beim späten Erwerb.
Es wird beispielsweise erforscht, ob Kinder ihre beiden Sprachen in „ihrem Kopf“ früh trennen (separate development theory; vertreten z. B. durch Jürgen Meisel) oder in den ersten Phasen des Spracherwerbs eine Ausdifferenzierung der beiden Sprachsysteme (Lexikon und Grammatik) noch nicht gegeben ist (fusion theory; vgl. z. B. Volterra und Taeschner). Hierzu gibt es verschiedene Ideen und Veröffentlichungen. Der Psycho-/Neurolinguist Paradis (diverse) spricht von der Subsystem-Hypothese, die besagt, dass die Sprachen eines mehrsprachigen Menschen (allgemein) gemeinsam in einem allgemeinen sprachlich-kognitiven System eingebettet sind. Sie bilden darin zwei Untersysteme, die wiederum in unbegrenzt viele Untersysteme (z. B.: Phonetik als Subsystem) gegliedert sein können.
Anmerkung: Die Untergliederung in Systeme („im“ Gehirn) ist zunächst eine rein analytische Methode. Derartige Systeme müssen im Gehirn so nicht in einem eng eingegrenzten Bereich verortbar sein. Hinweise für das Bestehen von mehr oder weniger abgegrenzten Systemen liefern neurophysiologische Untersuchungen (siehe Publikationen von Paradis; Fabbro, Green).

#### Konsekutiver Bilingualismus
Von konsekutiver Zweisprachigkeit spricht man, wenn ein Kind seine Sprachen nacheinander erwirbt. Man kann es so sehen, dass das Kind zunächst eine einzige Sprache „verinnerlicht“ (siehe Spracherwerbstheorien), bevor es mit der anderen anfängt. Es bestehen für Kinder, die ihre zweite Sprache vor dem Eintritt der Pubertät in einer „natürlichen Umgebung“ erwerben (vgl. „lernen“), gute Chancen diese akzentfrei, ‚fehlerfrei‘ und mit hoher Kompetenz zu sprechen. 
Untersuchungen zum Alter sind nach wie vor nicht abgeschlossen (vgl. weiter unten) und stark umstritten. Mit dem „Akzent“ beschäftigt sich Forschung im Zusammenhang mit dem Phonologie- oder Phonetik- und Prosodieerwerb. Bisherige Studien sind nicht stichhaltig genug für eine konkrete und vor allem derart weitreichende Aussage.
Schließlich fehlen Erklärungen zu einem „akzentfreien“ Erwerb im späten Alter, und zur Fähigkeit von Schauspielern, sich „Akzente“ anzueignen (siehe hierzu auch Begriffe wie Identität und spracherwerbsbezogene Überlegungen).

#### Subtraktiver und additiver Bilingualismus
Wenn jemand seine erste Sprache (d. h. die Muttersprache) zugunsten einer neuen Sprache vernachlässigt, wird dieses ‚subtraktiver Bilingualismus‘ benannt.
Die subtraktive Zweisprachigkeit kann z. B. dort auftreten, wo jemand in einem kulturellen Umfeld lebt, in dem ihre erste Sprache eine Minderheitensprache ist und gleichzeitig einen geringeren Status hat als die von der Gemeinschaft gesprochene Sprache. Dies ist beispielsweise für frankophone Menschen in Kanada (außerhalb Québecs) oder für Angehörige sprachlicher Minderheiten in den europäischen Nationalstaaten der Fall (Frankreich, Italien, Deutschland …).
Die Anziehung, die eine statushöhere Gruppe auf jemanden ausübt, kann dazu führen, dass die Sprecher ihre erste Sprache (Muttersprache) zugunsten der prestigeträchtigeren zweiten Sprache vernachlässigen, allein, um sich mit ihrer Zielgruppe zu identifizieren.
Wenn jemand eine neue Sprache im Kindesalter erlernt (ohne dabei die erste Sprache(n) zu verlieren), spricht man von „additivem Bilingualismus“.
Diese Begriffe werden in der Sprachforschung benutzt, gelten jedoch in der Sozialpsychologie als umstritten.

#### Später Bilingualismus
Diese Art der Zweisprachigkeit kann sich entwickeln, wenn jemand sich im Jugend- oder Erwachsenenalter in ein anderssprachiges soziales Umfeld begibt und sich die dortige Sprache durch den Kontakt aneignet.
Eine solche Zweisprachigkeit entwickelt sich beispielsweise häufig dann, wenn jemand in ein anderssprachiges Land auswandert. Das sprachliche Ungleichgewicht kann im Vergleich mit der Früh-Zweisprachigkeit sehr viel höher sein. Die Zweisprachigkeit kann jedoch so weit entwickelt werden, dass die Person in den meisten Lebensumständen beide Sprachen mit sehr hoher Kompetenz gebrauchen kann.
Da später Bilingualismus oft im Zusammenhang mit dem Beruf und anderen klar abgegrenzten Situationen auftreten kann, entwickeln sich hier besonders häufig abgegrenzte Teilkompetenzen. Aus der Berufspraxis von Wissenschaftlern ist bekannt, dass diese auf fremdsprachige Literatur zurückgreifen müssen. Sie können dadurch häufig sehr schwierige Texte in einer oder mehreren Sprachen lesen, ohne sie (fließend) sprechen zu können.

#### Erziehung in einer Nicht-Muttersprache
Obwohl das Erziehen von Kindern in einer Nicht-Muttersprache der Eltern umstritten ist („nicht-muttersprachliche zweisprachige Erziehung“, „non-native bilingual parenting“) und von einigen Autoren sogar als schädlich für das Kind betrachtet wird,:S. 18 ist es in einigen einsprachigen Ländern Mittel- und Osteuropas (z. B. in Polen):S. 3 oder Korea in Mode gekommen. Studien fanden für gehörlose Kindern, dass die Kinder Gebärdensprache auf muttersprachlichem Niveau lernen konnten (durch die Umgebung), auch wenn Eltern nicht gehörlos waren und Gebärdensprache nicht als Muttersprache beherrschten. Derartige Studien werden als Hinweis genommen, dass auch Nicht-Muttersprachlicher Kinder in einer Sprache auf nahezu muttersprachlichem Niveau erziehen können.:S. 8 Eine Studie an 42 Kindern mit Autismus fand allerdings, dass Eltern in einer Fremdsprache ihren Eltern seltener und weniger synchron antworteten. Das deutet zunächst mögliche Probleme für die Kinder an. Die Autoren schreiben jedoch auch, dass dies in erster Linie auf die Notwendigkeit weiterer Forschung hindeutet.
Generell wurde bisher nur wenig Forschung zur Zweisprachigkeit von Nicht-muttersprachlern durchgeführt; eine Literaturübersicht findet sich in Szramek-Karcz, 2016. Eine umfangreiche Literaturübersicht findet sich weiterhin in einer Masterarbeit der Universität Wien.
Es gibt einige Fallbeispiele in der akademischen Literatur:
- Eine Fallstudie beschreibt ein 5 Jahre altes Kind, das in der Türkei von seinem (türkischsprachigen) Vater auf Englisch erzogen wurde. Die Ergebnisse zeigen, dass auch eine recht begrenzte Exposition gegenüber einer (zweiten, nicht muttersprachlich gesprochenen) Sprache zu deren Erwerb dieser Sprache führen kann, die Eltern strikt nur die jeweils gewählte Sprache sprechen und Sprachen nicht mischen.[13]
- Eine lebensnahe Beschreibung eines erfolgreichen Falls, der in der akademischen Literatur publiziert wurde, betrifft eine chinesische Familie.[14] Der Autor folgert aus Cummins Threshold-Hypothese, dass Non-Native Bilingualism keine negativen kognitiven Folgen hat, sofern vom Kind wenigstens eine der Sprachen auf muttersprachlichem Niveau erlernt wird.[14]

### Formen des gesellschaftlichen Bilingualismus
Wenn man Formen des gesellschaftlichen Bilingualismus unterscheiden will, müssen dabei politische, religiöse und geschichtliche Aspekte beachtet werden. Hierzu zählen Begriffe wie Sprache vs. Dialekt, mehrsprachige Kultur bzw. mehrsprachige Gesellschaft, Administration, Institutionalisierung, Normung/Standardisierung, Sprachkontaktbegriffe wie Kreol und Pidgin, sprachpolitische Aspekte, in deren Zusammenhang Begriffe wie Diglossie auftauchen u. v. m.

## Zweisprachigkeit und Bildungsthemen

### Zweisprachigkeit und Intelligenz
In den 1950er-Jahren und bis in die 1970er-Jahre hinein behaupteten manche Forscher, die Zweisprachigkeit führe zu einer unterentwickelten Intelligenz. Solche Studien werden heute als mangelhaft angesehen: es wurden Immigrantenkinder aus den unteren sozialen Schichten im Vergleich mit Einsprachigen aus der Mittelschicht untersucht; die Untersuchungen wurden oft nur in der L2 durchgeführt.
Lambert und Peal zeigten 1962 erstmals, dass zweisprachige Kinder bei sprachlichen und nichtsprachlichen Intelligenztests höher abschnitten als Einsprachige. Die Forscher konnten aber nicht sagen, ob die gut entwickelte Zweisprachigkeit der Grund für die höhere Intelligenz war oder umgekehrt. Feldman und Shen (1971) sowie Lemmon und Goggin (1989) fanden bei Studien heraus, dass zweisprachige Kinder mit sprachlichen Prüfungen besser umgehen können, weil sie Satzbau und Grammatik besser verstehen.
Die heutige Forschung zeigt, dass „eher leichte kognitive Gewinne, namentlich im Bereich des bewussten Umgangs mit Sprache, zu verzeichnen sind“.
Ein Artikel von E. Bialystok an der Universität von York zeigte außerdem, dass die kognitiven Fähigkeiten zweisprachiger Menschen im hohen Alter nicht so schnell nachlassen wie bei Einsprachigen.

### Rückstände im Spracherwerb und schulische Leistungen
Eine Studie an der Universität Lausanne (Intégration scolaire des enfants migrants, 2000) hat gezeigt, dass Kinder, die in die Schweiz immigrieren, weniger Erfolg im Unterricht haben als muttersprachliche Kinder. Außer sozialen Fragen wurden auch mangelnde Sprachkenntnisse als Grund genannt. Die Autoren kamen zu dem Schluss, dass vier Einflüsse eine Rolle spielen:
1) Wird die andere Sprache als unbedeutend angesehen, 2) kommt das Kind aus einer niedrigeren sozialen Schicht, 3) ist es über 10–12 Jahre alt und wird 4) die Muttersprache des Kindes von den Lehrern vernachlässigt, so kann dies zu verzögertem Lernen führen. Die Studie rät deshalb dazu, die erste Sprache und die Einbeziehung der Kultur der Immigrantenkinder zu fördern; Lehrer sollen sich vergegenwärtigen, wie schwierig es für Kinder ist, eine neue Sprache zu lernen, und deshalb sensibler reagieren.
Die Erziehungswissenschaftler Hans-Joachim Roth an der Universität Hamburg und Hans H. Reich an der Universität Koblenz-Landau haben 2002 gemeinsam mit anderen einen „Überblick über den Stand der nationalen und internationalen Forschung“ mit dem Titel Spracherwerb zweisprachig aufwachsender Kinder und Jugendlicher veröffentlicht. Unter anderem beschreiben sie den Fall von Kindern von Migranten in Deutschland, die vor dem Schulanfang die Minderheitssprache sehr hoch entwickelt, Deutsch aber in geringerem Umfang gelernt haben. „Sehr vorsichtig“ vermuten die Wissenschaftler, dass sich das Erlernen der L1 verlangsamt, während die L2 beim Erlernen die andere Sprache überholt; solche Kinder erreichen im Durchschnitt aber nicht das Niveau einsprachig aufwachsender Kinder.
Die Zweisprachigkeit wird deshalb oft als einer der Hauptgründe für die oft verhältnismäßig schlechten schulischen Leistungen von Immigrantenkindern gesehen. Hier muss man natürlich unterscheiden zwischen Kindern von Einwanderern, die in dem neuen Land geboren sind und die Umgebungssprache oft von Geburt an miterlernt haben, und Kindern, die die Umgebungssprache erst beim Umzug in das neue Land lernen, manchmal erst als Heranwachsende. Diesen Problemen kann jedoch mit einer gezielten schulischen Förderung begegnet werden, so dass die Zweisprachigkeit im Endeffekt zu einer größeren Sprachkompetenz der Kinder führt.
In Ländern wie den USA werden die Probleme von Immigranten- oder zweisprachig aufgewachsenen Kindern unter dem Begriff Limited English Proficiency zusammengefasst. Pädagogische Sondermaßnahmen richten sich hier nicht auf die Förderung beider Sprachen aus und somit die Sprachkompetenz des Kindes. Die Bemühungen beziehen sich ausschließlich auf die Beherrschung der Landessprache.

### Zweisprachigkeit und Migration
An dieser Stelle soll auf einige wichtige Punkte des Forschungsstandes hingewiesen werden.

#### Problemdarstellung
Bei den Überlegungen zu den Sprachkenntnissen und den schulischen Leistungen von Migranten und Migrantenkindern wird über einen mehr oder weniger starken Zusammenhang zwischen dem Erlernen einer Zweitsprache und den schlechteren Ergebnissen in der Schule gemutmaßt. Diesen Zusammenhang herzustellen ist problematisch, da er sich kaum von den anderen Einflüssen abschichten lässt. Es gibt zahlreiche Beispiele von erfolgreichem Zweitspracherwerb – auch bei älteren Kindern (mit Migrationshintergrund) – sowie Beispiele für sehr gute oder gar überragende Schulleistungen bei ihnen.
Ferner gilt es als bewiesen, dass Intelligenz und Sprache nicht (unmittelbar) zusammenhängen (siehe diese Seite). Ein Artikel in wissenschaft.de (15. Februar 2005) berichtet von einer aktuellen Studie an hirngeschädigten Patienten, deren Ergebnisse darauf hinweisen, dass „zum Erfassen mathematischer Prinzipien […] Sprache nicht notwendig [ist]“. Andererseits fehlt es an unumstrittenen Möglichkeiten zur Überprüfung von Bildungsergebnissen. Hierzu sind erst kürzlich Forschungsvorhaben angelaufen.
Die Gründe für Schwierigkeiten beim Spracherwerb und andererseits für schlechte Ergebnisse in der Schule bei Migranten und Migrantenkindern sind vielschichtig.
Einige Sprachforscher betonen, dass die Beherrschung der eigenen Muttersprache entscheidend dafür ist, eine neue Sprache schneller und besser erlernen zu können. Sie halten daher auch den muttersprachlichen Unterricht an Schulen für unabdingbar.

#### Migrationshintergrund (Herkunft und Geschichte)
Die Geschichten Einzelner (auch Gruppen/Familien), die ausgewandert sind, können sehr unterschiedlich sein. Es gibt sehr traumatische Erfahrungshintergründe mit Kriegsflucht, Todesfällen naher Angehöriger und großen Krisenerfahrungen im Ursprungsland. All diese Umstände haben einen erheblichen Einfluss auf die sprachliche und allgemeine Entwicklung eines Menschen. Meist weniger dramatisch sind Migrationshintergründe so genannter Aussiedler und/oder Wirtschaftsflüchtlinge. Ein Migrationshintergrund liegt auch bei Adoptionen vor. In einigen Fällen soll der Aufenthalt nur vorübergehend sein. Eine Rückkehr kann in absehbarer Zeit nicht gewünscht oder nicht möglich sein. Es sind viel mehr unterschiedliche Hintergründe denkbar, und deren Einfluss auf den Einzelnen kann sehr groß sein. Im Zusammenhang mit weniger dramatischen Hintergründen können sich negative Erfahrungen unbemerkt auf das weitere Leben auswirken.

#### Status im Zielland
Auch persönliche Krisen vor Ort mit Verlust an Status, Verwirrung in Bezug auf die eigene Identität und Zugehörigkeit haben einen Einfluss auf die Leistungsfähigkeit. Es ist bekannt, dass Identitätsprobleme und Stress zu Leistungsverschlechterungen führen.

#### Integrationsprobleme und Zweisprachigkeit
Da Integration ein weiter und umstrittener Begriff ist, sollen hier lediglich Gesichtspunkte angesprochen werden, die für die erfolgreiche Eingliederung Zweisprachiger an (vorwiegend einsprachig angelegten) Schulen betreffen. Überlegungen hierzu könnten auch auf die Eingliederung in das Berufsleben übertragen werden.

##### Missinterpretation allgemeiner Leistungspotentiale
Aus der Hochbegabtenforschung ist die ‚Kontroverse‘ bekannt, dass Unterforderung zu schlechteren Leistungen führt. Daran zeigt sich ganz auffällig ein Missverhältnis zwischen Begabung/Potenzial/Möglichkeit und Kompetenz/Leistung/Ergebnis. Da sich zudem allgemeine Leistungsgrenzen nur bedingt anhand von beobachtbaren Leistungen und noch weniger an Teilkompetenzen ablesen lassen, soll hier auf die besondere Problematik der allgemeinen Leistungsmessung im Zusammenhang mit der Zweisprachigkeit (z. B.: Beherrschung der Landessprache als Teilkompetenz) hingewiesen werden.

##### Aufbauklassen
Kinder, die im Schulalter nach Deutschland einreisten, wurden bisher oft nur an bestimmten Schulen und häufig in gesonderten Aufbauklassen aufgenommen. Diese Aufbauklassen findet man in Deutschland häufig an Schulen in bestimmten Stadtteilen (hoher Anteil an Migranten). Es handelt sich dabei oft um Grundschulen, Haupt- und Realschulen. Aufbauklassen und andere besondere Vorkehrungen für Migranten fand man nur selten an Gymnasien. Ältere Kinder wurden bevorzugt nicht an Gymnasien aufgenommen – unabhängig von mitgebrachten Fähigkeiten. Seit dem Bekanntwerden der Bildungskrisen der letzten Jahre und dem steigenden Interesse an mehrsprachigem Unterricht – was nicht nur Menschen mit Migrationshintergrund betrifft – ergeben sich hier jedoch Veränderungen. Ein unbewusster Umgang mit den Leistungspotentialen zweisprachiger Kinder kann dazu führen, dass sie mögliche und gewünschte Leistungsziele nicht erreichen.

##### Migrationshintergrund
Bei Kindern, die im Land geboren wurden, sind vermutlich vorwiegend andere Ursachen ausschlaggebend. Hier erfolgt kein Einschnitt (zumindest geographisch betrachtet) in die Lebensumstände während der Entwicklung des Kindes, aber auch hier müssen wichtige Einflüsse berücksichtigt werden. In Deutschland wird die Landessprache oft ab dem Besuch des Kindergartens bzw. der Grundschule erworben. Familien mit Migrationshintergrund entscheiden sich auf unterschiedliche Art und Weise, wie und wann Sprachen erworben und benutzt werden. Mehrere der folgenden Vorgehensweisen können mehr oder weniger verfolgt werden.
- innerhalb der Familie wird eine bestimmte Sprache von allen erworben und benutzt,
- es wird zusätzliche Förderung in Anspruch genommen
- verschiedene Familienangehörige sprechen jeweils eine der Sprachen mit dem Kind
- die Sprachen werden „gemischt“ verwendet (siehe verschiedene Formen des Code-Switching, Fragen und Antworten in jeweils unterschiedlichen Sprachen, Übersetzung).

Schlechtere Sprachkenntnisse oder auch ein Akzent und/oder besondere/neuere Formen der Landessprache (z. B.: Türkendeutsch) können zu Fehldeutungen der Fähigkeiten des Kindes führen. (Ablehnende) Reaktionen der Umwelt können zu negativen Eindrücken beim Kind führen, die wiederum zur Ablehnung dieser Außenweltbereiche (z. B.: Schule) führen können. Hieran zeigt sich auch, dass die Messung der Aufenthaltsdauer nicht alleine entscheiden ist. Dies wird vor allem dann offensichtlich, wenn man Lebensläufe betrachtet, bei denen auch nach 20 Jahren keine deutliche Entwicklung beim Spracherwerb zu verzeichnen ist. Ferner können die Kinder in einem weitgehend abgeschottenen Umfeld aufwachsen, das in jüngster Zeit oft als Parallelgesellschaft bezeichnet wurde (Anmerkung: Der Begriff Parallelgesellschaft wird oft pejorativ benutzt). Ein solches Umfeld kann verschiedene Auswirkungen auf die Identitätsbildung, Integration und den Spracherwerb haben. Es kann seine Mitglieder auch bei schlechteren Kenntnissen der Landessprache auffangen, es kann eine eigene Förderung der Sprache(n) anbieten (z. B.: zweisprachige Bildungsangebote), was sich sowohl positiver als auch negativer auswirken kann. Bei der Aufnahme an einer Landesschule oder beim Antritt einer Berufstätigkeit können allgemeine Kompetenzen leichter falsch gedeutet und Rückstände noch leichter übersehen werden.

##### Einstellung
Bei beiden Gruppen, sowohl den Migranten als auch Migrantenkindern, dürfte die Einstellung dem Zielland und der Zielsprache gegenüber, die teilweise sozio-kulturell verankert sind, sehr große Bedeutung haben. Psycho- und neurolinguistische Forschung erörtert bereits seit mehreren Jahrzehnten die Einflussstärke und Zusammenhänge von Motivation (auch Aufmerksamkeit) mit Häufigkeit(z. B. Häufigkeit der Sprachbenutzung) und anderen Gründen für die Gedächtnis- und Sprachgedächtnisleistungen (siehe hierzu Fabbro (div.), Paradis (div.) und Romaine, 2004). Die Ergebnisse weisen auf eine viel höhere Bedeutung dieser Punkte hin als zunächst erwartet (Schmid, 2002; Köpke, 2002). Dabei sind gewisse Einstellungen vermutlich weniger bewusst erlernt als unbewusst erfahren. Menschen haben häufig keinen bewussten Einfluss auf ihre Einstellungen, so dass eine Schuldzuweisung daher keinen Sinn ergibt.

##### Einbeziehung der Muttersprache
Ansätze, die die Muttersprache einbeziehen wollen, wie sie von Butzkamp (div.) befürwortet werden, sind nicht die Lösung aller Probleme, dürften aber dennoch einen wichtigen Beitrag zur Verbesserung leisten. Alle Muttersprachen der Schüler in das allgemeine Schulprogramm einzubeziehen, dürfte diejenigen auffangen, die trotz schlechter ‚Zweitsprachkenntnisse‘ ihre Bildungschancen wahrnehmen wollen. Auch wird es dazu führen, ein Gefühl der Anerkennung der fremden Kultur und Sprache auf breiter Ebene zu fördern. Am 23. Oktober 2006 sendete 3sat in der Sendung NANO ein Beispiel einer schwedischen Schule, die ähnlichen Ansätzen folgt und dabei den Schülern sehr erfolgreich vermitteln kann, dass sie willkommen sind und Zukunftschancen haben, was die Schüler wiederum zu motivieren scheint, mehr zu lernen und sich einzubringen.

##### Neurophysiologie Erkenntnisse
Im Zusammenhang mit der Idee, die Muttersprache als Hilfsmittel zum Fremdspracherwerb zu verwenden, wird oft neurophysiologisch argumentiert. Eine Fremdsprache soll mithilfe der Hirnareale, die die Muttersprache ‚bedienen‘, erlernt werden. Allerdings konnte die Hirnforschung keine klaren Ergebnisse liefern, die die These unterstützen oder widerlegen würden (verschiedene Publikationen von Paradis; Fabbro; Romaine, 2004). Hirnphysiologische Untersuchungen zur Übersetzungsfähigkeit zeigen hierzu interessante Ergebnisse. So scheint es auf der neuro-funktionalen Ebene jeweils mehr oder weniger abgeschlossene Systeme je Sprache und ein besonderes System für das Übersetzen zu geben (Paradis, 1994; Paradis u. a., 1982). Diese Ergebnisse liefern vor dem Hintergrund vieler auch anerkannter Theorien eher überraschende Einsichten.
Es wurde ein günstiger Einfluss von Zweisprachigkeit auf den Verlauf von Demenzkrankheiten nachgewiesen: Untersuchungen der York University in Toronto zufolge verzögert sich bei bilingual aufgewachsenen Menschen der Ausbruch der Alzheimer-Krankheit um ungefähr vier bis fünf Jahre.

### Zweisprachiger Unterricht
Hinter dem Begriff Bilingualer Unterricht verbergen sich verschiedene Ansätze, zwei (oder mehrere) Sprachen in die schulische (möglicherweise auch universitäre) Bildung einzuflechten. Dies geschieht meist in der Form, dass nicht nur verstärkter sprachpraktischer Unterricht erteilt wird, sondern dass verschiedene Sprachen auch für den Fachunterricht (wie z. B.: Erdkunde) verwendet werden. In den meisten Fällen werden einzelne Fächer vollständig oder teilweise in einer weiteren Sprache unterrichtet. Beispiele für bilinguale Schulen sind z. B.:
- Schulen in mehrsprachigen Ländern (Amtssprachen)
- Auslandsschulen (in den jeweiligen beiden Landessprachen)
- Internationale Schulen (oft englisch)
- Gehörlosenschulen (in Gebärdensprache und in der Landessprache)

In mehrsprachigen Gesellschaften werden oft grundsätzlich mehrere Sprachen verstärkt unterrichtet und im Sachfachunterricht verwendet. Zunehmend ist auch der Schulabschluss in beiden Sprachen, und – sofern die nicht schon angeglichen sind – auch in rechtlicher Hinsicht für zwei Länder möglich (siehe z. B. AbiBac).
Eine Untersuchung über zweisprachig deutsch-französischen Unterricht im schweizerischen Kanton Wallis (von der Universität Neuchâtel) hat gezeigt, dass Kinder, die von klein auf Unterricht in zwei Sprachen erhalten, nicht nur die L2 schneller erlernen; sie entwickeln auch ihre „allgemeinen sprachlichen Kompetenzen“. Eine Verschlechterung der L1 wurde nicht festgestellt (Groupe de recherche sur l’enseignement bilingue, 1994). Cummins [1981; 1984] hat dieses Phänomen mit der Developmental Interdependence Hypothesis erklärt, die besagt, dass mit dem Erlernen der ersten Sprache die kognitiven Ressourcen zum Erlernen der Zweitsprache entwickelt werden.

## Politik und Zweisprachigkeit

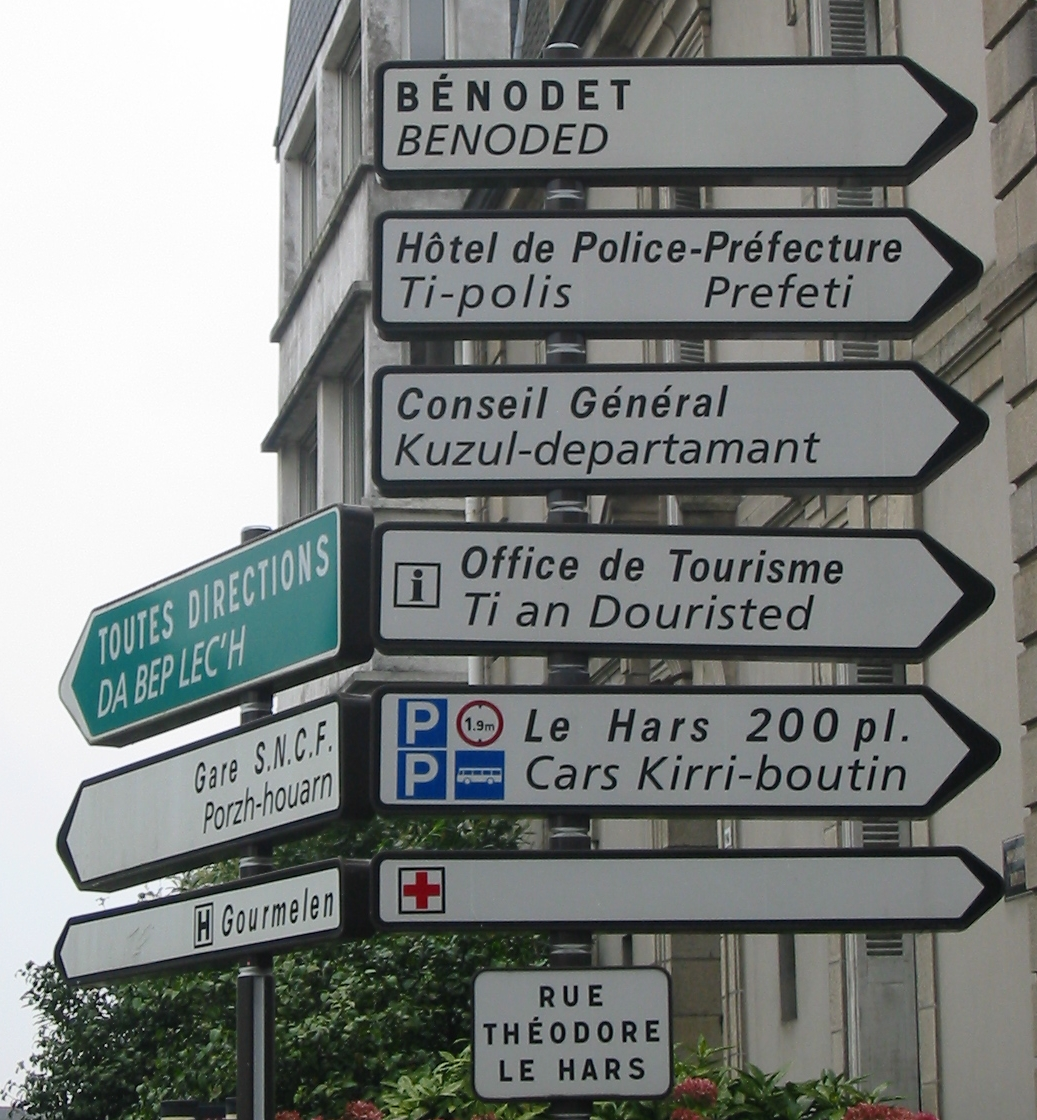
Bilinguale Straßenschilder in Quimper in der Bretagne/Frankreich

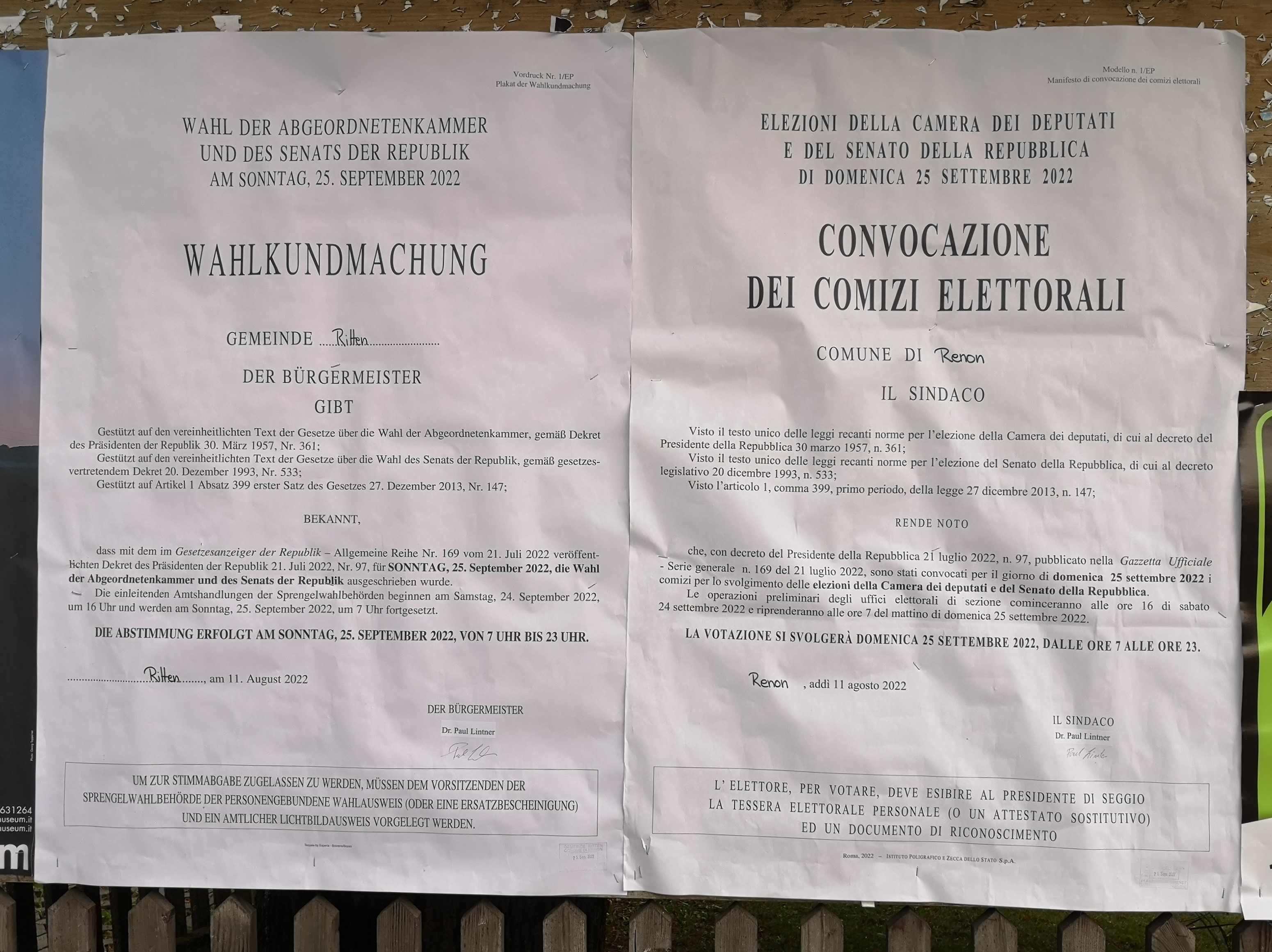
Zweisprachige Wahlkundmachung der Gemeinde Ritten in Südtirol, 2022

Der politische Umgang mit Zweisprachigkeit fällt unter den Begriff der Sprachpolitik. Es gibt zahlreiche Beispiel, bei denen Staaten versucht haben und noch versuchen, die Herausbildung eines Nationalstaates durch Förderung einer Nationalsprache zu fördern. 
In Europa sind bedeutend: 
- Nach der französischen Revolution versuchte Frankreich französisch im ganzen Land durchzusetzen, obwohl im Süden größtenteil Okzitanisch, und in der Bretagne bretonisch gesprochen wurden.
- Im Russischen Reich wurde versucht eine Russifizierung durchzusetzen, d. h. gegenüber Sprachgewohnheiten ethnischer Minderheiten der russischen Sprache zur Vorherrschaft zu verhelfen.
- Gleiches wurde in der Zweiten Polnischen Republik versucht. Dort strebte man einen ethnisch homogenen Staat an, obgleich ein Drittel der Bevölkerung nicht polnischsprachig war.
- Ebenso wurde im deutschen Kaiserreich versucht, in den deutschen Ostgebieten die polnische Sprache zu unterdrücken.
- In Südtirol gibt es heute zwei- und dreisprachige Ortsschilder. Ausgehend vom Faschismus wurde nach dem Ersten Weltkrieg lange versucht, die deutsche Sprache versiegen zu lassen, jedoch ist nunmehr an die Stelle des Sprachenkonflikt ein institutionell unterschiedlich stark ausgeprägter Bi- bzw. Multilingualismus getreten.[20]

Verschiedene Staaten gehen unterschiedlich mit der Zwei- oder Mehrsprachigkeit ihrer Einwohner um. So wird beispielsweise durch Behörden in den USA der englischen Sprache ein klarer Vorrang eingeräumt, obgleich der Anteil der spanischsprachigen Bevölkerung zunimmt (vgl. auch den Fall Marta Laureano).
Die restriktive Politik hat in den Vereinigten Staaten „Tradition“. Während des Ersten Weltkrieges und auch danach wurden deutschsprachige Bürger verfolgt, das Sprechen der deutschen Sprache wurde verboten und viele deutschsprachige Amerikaner änderten sogar ihre Nachnamen ab und schrieben sie in Englisch, um nicht mehr so sehr Verfolgung und Unterdrückung ausgesetzt zu sein. So gab es vor dem Ersten Weltkrieg z. B. allein in Chicago noch über 27 deutschsprachige Zeitungen.
Im Gegensatz dazu wird in Kanada, Belgien, Luxemburg, Finnland oder der Schweiz die Mehrsprachigkeit aktiv gefördert.